# 어나니머스 (밴드)
어나니머스(Anonymous)는 안도라의 록 밴드이다. 2007년 유로비전 송 콘테스트 2007에서 Salvem el món라는 곡으로 안도라는 대표하여 참가하였다. 그러나 이 곡은 준결승전을 통과하지 못했다.
이 밴드는 2004년 결성되었으며 안도라, 스페인 북부 지역(주로 카탈루냐)에서 일부 성공을 거두었다.

## 디스코그래피

### 음반
- Anonymous (Demo)

### 싱글
- "Salvem El Món (Let's Save The World)" — No. 3 ESP (17th Week) No. 7 ESP (18th Week)